# Raúl Prebisch
Raúl Prebisch (Tucumán, 17 april 1901 - Santiago (Chili), 29 april 1986) was een Argentijns econoom. Zijn denkbeelden en voorstellen beïnvloedden het naoorlogs economisch beleid in Latijns-Amerika in grote mate. Hij was uitvoerend secretaris van de Economische Commissie voor Latijns-Amerika (ECLA, in het spaans CEPAL) en Secretaris-Generaal van de Conferentie voor Handel en Ontwikkeling (UNCTAD), beiden van de Verenigde Naties.

## Vroege jaren
Prebisch werd geboren in San Miguel de Tucumán, een van de armste steden van Argentinië. Zijn vader was een Duitse immigrant uit Colmnitz en zijn  Argentijnse moeder kwam uit een gegoede familie in Salta. Hij studeerde van 1918 tot 1922 aan de Universiteit van Buenos Aires, aan een van de eerste faculteiten van economie van het continent. Het gebrek aan literatuur over de Argentijnse economie noopte hem tot origineel onderzoek. De eerste artikelen van de hand van Prebisch verschenen reeds in 1920. Het contrast tussen het arme Tucumán en het rijke Buenos Aires vormde de grondslag van zijn oog voor sociale ongelijkheid. In 1923 werd Prebisch benoemd als docent.  

## Politieke carrière in Argentinië

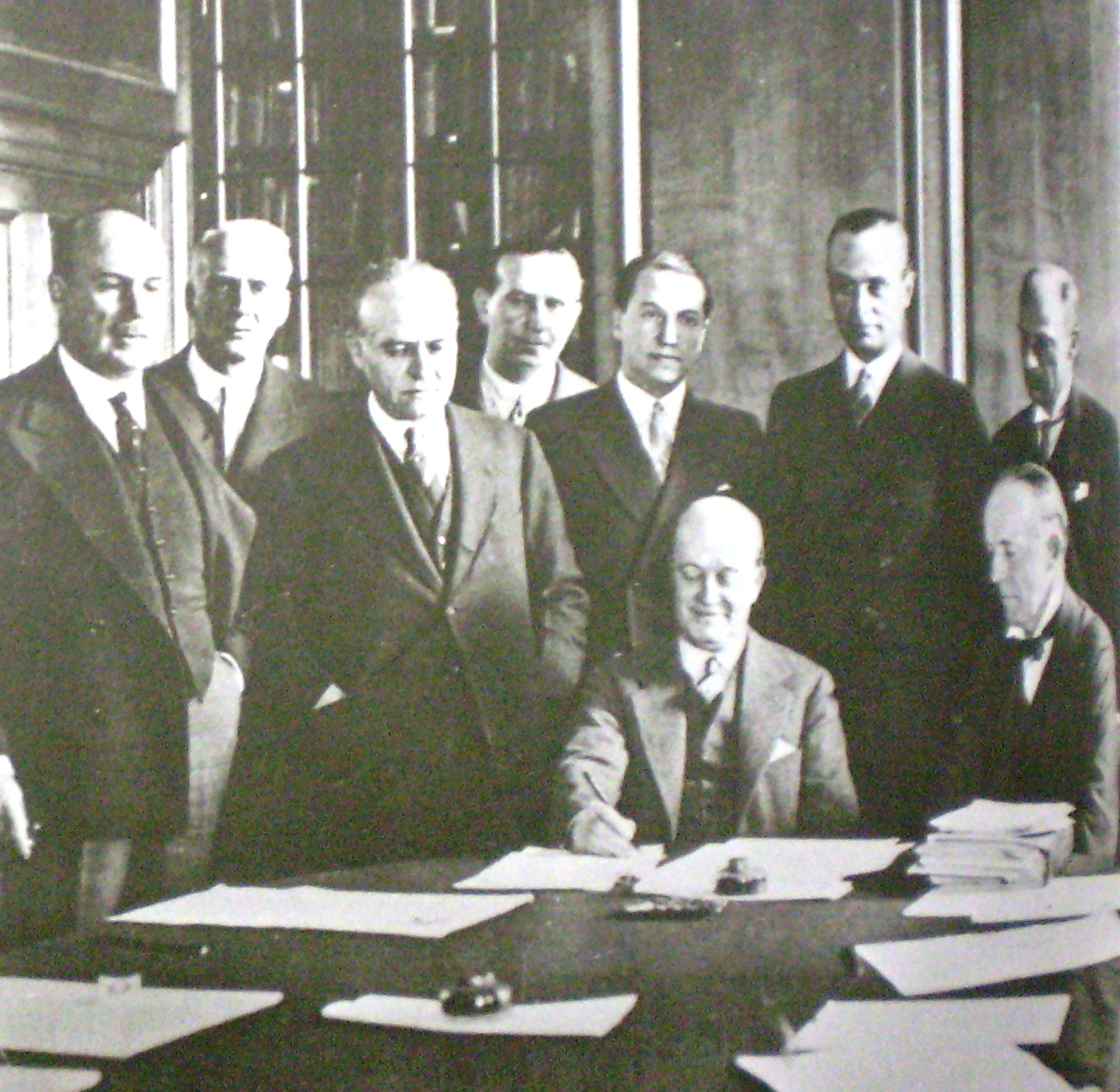
De ondertekening van het Roca Runciman pact. Zittend, midden, Julio Roca, vice-president van Argentinië, en rechts Walter Runciman, afgezant van het Verenigd Koninkrijk. Staand achter Julio Roca, derde van rechts, Raúl Prebisch

De eerste staatsgreep in de geschiedenis van Argentinië, op 6 september 1930, bracht José Félix Uruburu aan de macht. De 29-jarige Prebisch werd in deze regering onderminister van Financiën. Twee jaar later, in regering van Agustin Pedro Justo (1932-1938) was Prebisch een belangrijk adviseur. Hij was een van de opstellers van het Roca-Runciman pact, een handelsovereenkomst in 1933 tussen het Verenigd Koninkrijk en Argentinië. Behalve exportquota voor Argentijns vlees werd ook afgesproken dat het Verenigd Koninkrijk steun zou geven aan het opzetten van een Centrale Bank. Prebisch was de ontwerper van de Centrale Bank van Argentinië en werd in 1935 haar eerste algemeen directeur.  Hij werd beschouwd als een zeer prominent ambtenaar van wat later de Década Infame, de "verschrikkelijke tien jaar" tussen 1933-1943 genoemd zou worden vanwege corruptieschandalen, verkiezingsfraudes en de onderworpenheid aan Londen. Prebisch werd gedwongen af te treden na de staatsgreep op 4 juni 1943 en zou geen actieve rol meer op zich nemen in de Argentijnse politiek, op een korte uitzondering na in 1955 en 1956 toen hij voor de regering van Eduardo Lonardi en later van Pedro Eugenio Aramburu het zogenaamde Plan Prebisch ontwierp.

## Internationale carrière

### Economische Commissie voor Latijns Amerika

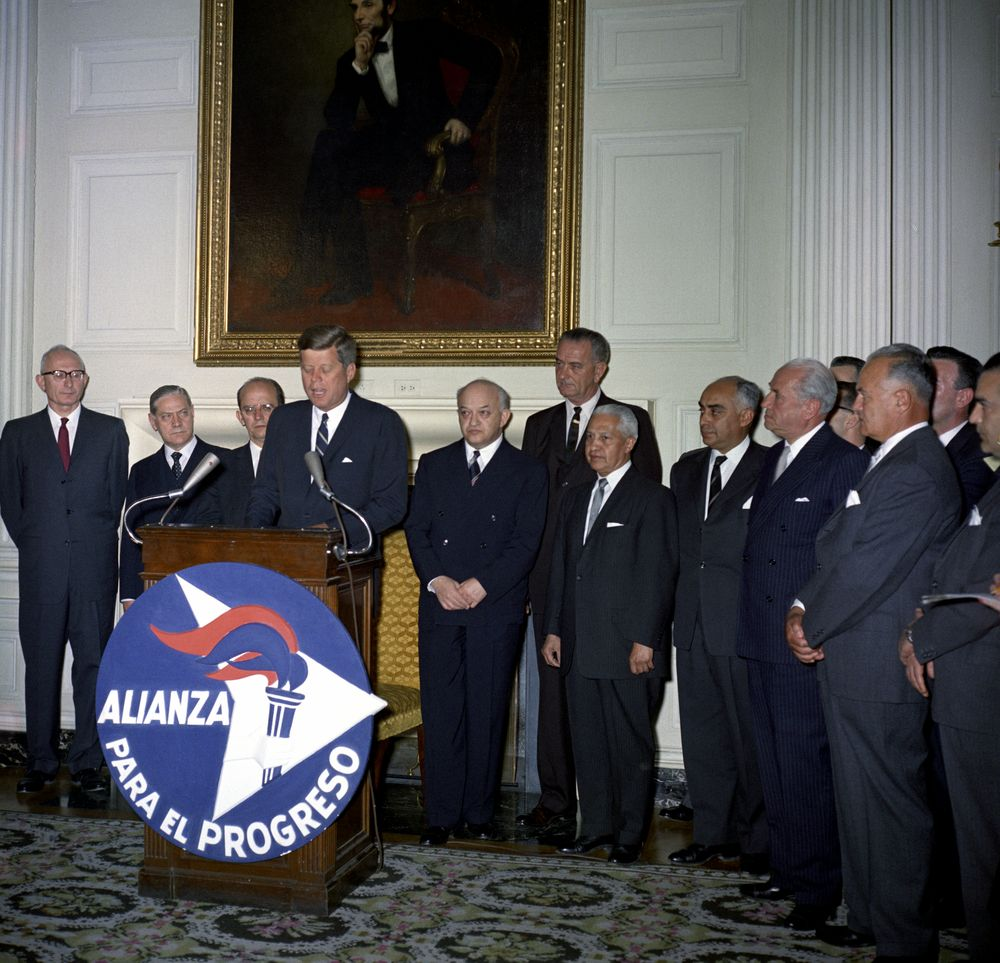
John F. Kennedy en de leden van het Comité van Negen. Derde van rechts is Raúl Prebisch

Prebisch werd in 1948 aangesteld als consultant voor de net opgerichte Economische Commissie voor Latijns America (CEPAL) van de Verenigde Naties, met als opdracht een studie te schrijven over de economie van Latijns-Amerika en de resultaten te presenteren tijdens de tweede bijeenkomst van de Commissie, in Habana in 1949. De inleiding van deze studie, apart gepubliceerd onder de titel "De economische ontwikkeling van Latijns Amerika en enkele van haar belangrijkste problemen" werd de referentie bij uitstek voor het economische debat over de ontwikkeling van Latijns Amerika in de jaren ´50 en ´60. In 1950 werd Prebisch benoemd tot uitvoerend secretaris, de hoogste ambtenaar van het secretariaat van de Commissie. Hij zou dat blijven tot 1964. In deze periode was de CEPAL de ontmoetingsplek van Latijns-Amerika´s beste economen en leverde een originele bijdrage aan de ontwikkelingstheorie vanuit een derde-wereldperspectief. 
Prebisch zelf was in deze periode betrokken bij de belangrijkste initiatieven gericht op de ontwikkeling van Latijns-Amerika, zoals de oprichting van de Inter-Amerikaanse Ontwikkelingsbank en bij het uitwerken van het idee van economische integratie van Latijns-Amerika. Prebisch was een van de wijze mannen van het Comité van de Negen van de Alliantie voor de vooruitgang. Hoewel het project van een Latijns-Amerikaanse gemeenschappelijke markt werd goedgekeurd tijdens de topconferentie van de staatshoofden van Amerika, in Punta del Este in 1967, werd het niet in de praktijk gebracht. Wel leidde dit tot de oprichting van de Andesgemeenschap en de Latijns-Amerikaanse Integratie Associatie. 

### UNCTAD

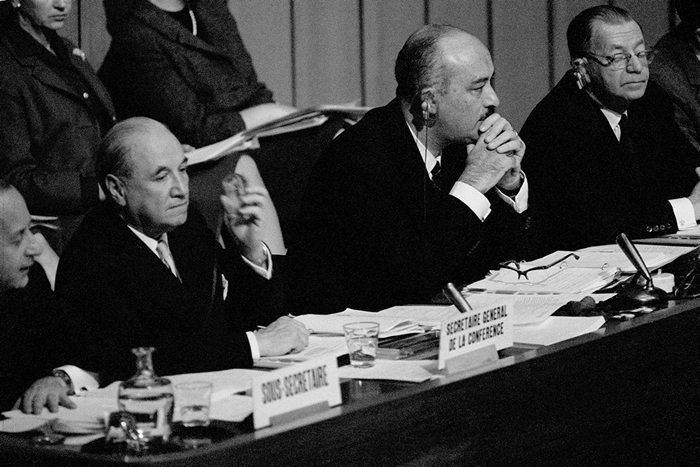
Eerste UNCTAD conferentie, Genève 1964. Prebisch tweede van links, zittend achter het naambord van Secretaris-Generaal van de Conferentie

In 1964 werd Prebisch benoemd tot de eerste secretaris-generaal van de Conferentie over Handel en Ontwikkeling van de Verenigde Naties, gevestigd in Genève, tijdens dezelfde bijeenkomst waarin Prebisch ook een stimulans gaf om de G77 op te richten.  Tijdens de eerste UNCTAD conferentie werd het idee van algemene tariefpreferenties uitgewerkt, een concept dat de hoeksteen werd van de internationale handelsovereenkomsten. Prebisch zou leiding geven aan het UNCTAD secretariaat tot 1969. In deze periode was Prebisch verantwoordelijk voor de organisatie van de tweede UNCTAD-topconferentie in New Delhi in 1968, waar het Stelsel van Algemene Preferenties werd goedgekeurd. Als gevolg van deze conferentie werd de Internationale Suikerorganisatie opgericht.

### CEPAL
In 1969 keerde Prebisch terug naar Santiago waar hij directeur werd van het Latijns-Amerikaanse Instituut voor Sociale en Economische Planning ILPES, een internationale organisatie die later werd opgenomen als afdeling in het CEPAL-secretariaat. Prebisch beëindigde zijn loopbaan als Directeur van de Revista de la CEPAL, het door hemzelf opgerichte wetenschappelijke tijdschrift. Prebisch overleed op 85-jarige leeftijd in Santiago aan een hartinfarct.

## Denkbeelden en beleidsvoorstellen
Prebisch was opgeleid als neoklassiek econoom met Alfred Marshall´s Principles of Economics. De crisis van de jaren 30 beleefde Prebisch als onderhandelaar van een handelsakkoord en als algemeen directeur van de Centrale Bank. Deze ervaring bracht hem tot het inzicht dat de neoklassieke theorie in de praktijk ontoereikend was als leidraad voor economisch beleid in een economie waarin de groei bepaald werd door het aanbod van deviezen.

### Het Centrum-Periferie model en de Prebisch-Singer thesis
Argentinië en andere Latijns-Amerikaanse landen experimenteerden sinds eind jaren '30 met een actieve rol van de overheid in het handels- en industriebeleid.  Prebisch ontwikkelde een eigen visie die eind jaren ´40 dat beleid zou voorzien van een theoretische onderbouwing en gezien zou worden als een radicale afwijzing van de neoklassieke leer. Centraal in het denken van Prebisch is de invloed van machtsstructuren op economische processen. Hij hanteerde een model met een economisch centrum, gevormd door geïndustrialiseerde landen, en een periferie, gevormd door alle andere landen. De perifere economieën kenmerkten zich door de export van primaire producten, vaak commodities zoals grondstoffen en landbouwproducten. Het probleem hiervan was volgens Prebisch dat op de lange termijn de goederenruilvoet van perifere landen verslechtert, omdat de inkomenselasticiteit van primaire producten lager is dan die van industriële producten, terwijl de trage verspreiding van technologische vooruitgang naar de derde wereld de noodzakelijke veranderingen in de aanbodstructuur tegenhoudt. Dit werd de Prebisch-Singer these genoemd, mede naar de Duitse econoom Hans Singer die tegelijkertijd tot dezelfde conclusie was gekomen. De verslechtering van de ruilvoet leidt ertoe dat de beschikbaarheid van deviezen het knelpunt vormt en het groeipatroon er een is van horten en stoten.

### Industrialisatie door importsubstitutie en economische integratie
De beleidsvoorstellen van Prebisch hebben industrialisatie en technologische vooruitgang als hoofddoelen. De overheid diende een actieve rol op zich te nemen met directe investeringen in productiecapaciteit. Het handelsbeleid diende de industrialisatie te stimuleren door de interne markt af te schermen door middel van hoge importtarieven. Dit beleid stond bekend als industrialisatie door importsubstitutie (ISI). Om de markt te vergroten werd economische integratie tussen perifere landen voorgesteld.
De denkbeelden en beleidsvoorstellen van Prebisch zorgden vaak voor polemiek met de geïndustrialiseerde landen. Zijn denkbeelden zouden de inspiratiebron zijn van een radicale dependencia-theorie die een ontkoppeling tussen perifere landen en geïndustrialiseerde economieën beoogde. Hij zou voorstander zijn van de creatie van staatsmonopolies zoals Petrobras en overheden geadviseerd hebben bepaalde buitenlandse ondernemingen te nationaliseren. Prebisch ontkende dit en was vanaf de jaren '60 kritisch over de praktische uitwerking van het industrialisatiebeleid.

## Onderscheidingen
- 1972: Groot Kruis, Orde van de Zon, Peru
- 1973: Doctor Honoris Causa, Complutense Universiteit van Madrid
- 1974: Jahwarlal Nehru prijs
- 1977: Dag Hammarskjold Eremedaille
- 1977: Honorary Fellow, Institute of Social Studies[17]
- 1980: Doctor Honoris Causa, Bar Ilan Universiteit

- Biblioteca Nacional de España: XX1119161
- Bibliothèque nationale de France: cb12401452q (data)
- Catàleg d'autoritats de noms i títols de Catalunya: 981058518191806706
- CiNii: DA02647250
- Gemeinsame Normdatei: 120068567
- International Standard Name Identifier: 0000 0001 2278 2208
- Library of Congress Control Number: n50022878
- Nationale Bibliotheek van Tsjechië: jx20100205005
- Nationale Bibliotheek van Israël: 987007462869505171
- Nederlandse Thesaurus van Auteursnamen: 068907338
- Système universitaire de documentation: 033115524
- Virtual International Authority File: 34543132
- WorldCat: E39PBJyxbk7HqGJDDbVcMMM3wC